# الحنق على الإله (كتاب)
الحَنَقُ عَلَى الإِلَٰهِ (بالإنكليزية: The Rage Against God) وعنوانه الفرعي في الطبعات الأمريكية «كَيْفَ هَدَانِي الإِلْحَادُ إِلَى الإِيمَانِ» كتاب لبيتر هيتشنز وهو شقيق الملحد المشهور كريستوفر هيتشنز، وألف هذا الكتاب ردا على كتاب أخيه الذي صدر في 2007، واعتبر بيتر هيتشنز أن حكم أخيه على الدين غير صحيح بدليل سجل الاضطهاد الديني في الاتحاد السوفياتي.

## وصلات خارجية
- ثلاث خلاصات من كتاب ثورة ضد الإله، من إصدار الناشنال بوست الكندية في 8-2010
- مقابلة فيديو مع بيتر هيتشنز حول الكتاب
- نص مقابلة بالراديو حول الكتاب
- مراجعة عن الكتاب في الناشنال كاثوليك ريبوتر